# Johann Sierks
Johann Heinrich Sierks (* 6. April 1924 in Oesterborstel, Kreis Dithmarschen; † 19. Juni 2022 in Wohltorf) war ein deutscher Gewerkschafter (DGB) und Politiker (SPD). Er war Landesbezirksvorsitzender des DGB und von 1971 bis 1979 Mitglied des Landtags von Schleswig-Holstein.

## Leben
Nachdem Johann Sierks die Volksschule abgeschlossen hatte, absolvierte er eine Verwaltungslehre und eine Kraftfahrzeugschlosserausbildung. Er bildete sich am REFA-Lehrerseminar fort und war danach als Refa-Lehrer tätig. Später war er hauptberuflich als Gewerkschaftssekretär beschäftigt, unter anderem war er Landesbezirksvorsitzender des DGB.
Sierks war seit 1948 Gewerkschaftsmitglied und trat 1950 in die SPD ein. Von 1950 bis 1974 war er als Sozial- und Landessozialrichter tätig, zudem von 1955 bis 1972 als Arbeits- und Landesarbeitsrichter. Daneben war er seit 1955 Mitglied verschiedener Ausschüsse der Arbeitsverwaltung.
Nachdem er sich ab Ende der 1950er Jahre schon kommunalpolitisch engagiert hatte, wurde er bei den schleswig-holsteinischen Landtagswahlen 1971 und 1975 jeweils über die Landesliste der SPD in den Kieler Landtag gewählt. Während seiner Zeit als Landtagsabgeordneter vom 24. Mai 1971 bis zum 26. Mai 1979 war Sierks unter anderem im Sozialausschuss und im Richterwahlausschuss tätig. Zudem saß er von 1975 bis 1979 im Rundfunkrat des Norddeutschen Rundfunks.
Sierks war Mitglied verschiedener Aufsichtsräte, des Verwaltungsrats der Wohnungsbaukreditanstalt und im Beirat der Landeszentralbank Hamburg. Des Weiteren war er Vorsitzender der Genesendenhilfe e. V. und zugleich auch Vorstandsmitglied von 1966 bis 1981 des Großhamburger Bestattungsinstituts.
Er nahm am 15. Mai 1974 an der sechsten Bundesversammlung teil, bei der Walter Scheel zum Bundespräsidenten gewählt wurde. Auch an der folgenden Bundesversammlung am 23. Mai 1979, bei der Karl Carstens gewählt wurde, nahm Sierks teil.

## Anerkennung
In Anerkennung seiner Verdienste wurde ihm 1974 das Bundesverdienstkreuz 1. Klasse, 1980 das Große Bundesverdienstkreuz und 1989 der dazugehörige Stern verliehen.